# Schloss Radau
Schloss Radau (polnisch Pałac w Radawiu) ist ein Schloss im oberschlesischen Ort Radau (polnisch Radawie).

## Geschichte
Gut Radau gehörte im 17. Jahrhundert den von Salawa und ging Ende dieses Jahrhunderts an die von Paczinsky. Ab 1763 war Michael von Szekely und schon 1772 Antonia von Strachwitz Besitzer, später die von Schweinichen. Letztere verkauften 1816 an Carl Graf von Ballestrem, und das Gut gelangte 1832 als Erbschaft an die von Schmackowski. Für letztere wurde in den Jahren 1848–1852 das Schloss erbaut. Architekt war der Schinkelschüler Roch.

## Bauwerk
Der verputzte Backsteinbau steht auf rechteckigem Grundriss und ist mit einem flachen Walmdach bedeckt, das eine Laterne trägt. Eine Freitreppe und ein Säulenportal betonen die klassische Frontseite des Baus. Die Säulen des Portals spiegeln sich in den rechtsseitig und linksseitig angebauten Wintergärten. Das Gebäude wurde 1922 im Auftrag von Baltasar von Aulock nach Entwürfen von Erich Grau umgebaut und erweitert.
Das Schloss ist von einem weitläufigen Landschaftspark mit wertvollen Exemplaren alter Bäume umgeben, u. a. Roteichen, kleinblättrige Linden, Platanen, Tulpenbäume. In der Nähe befinden sich auch verfallende Wirtschaftsgebäude des ehemaligen Guts. Am Eingang zum Gut befindet sich eine Statue des Johannes Nepomuk und auf einem Tor die Inschrift L. v S. 1871, die auf Ludwig von Schmackowski verweist.